# Migoplastis
Migoplastis é um género de traça pertencente à família Arctiidae.